# Eggerberg
Eggerberg est une commune suisse du canton du Valais, située dans le district de Brigue.

## Histoire
Le 26 novembre 2023, par votation populaire, les habitants de la commune acceptent à 91,5% d'intégrer la commune de Viège à l'instar de Baltschieder. La fusion sera effective le 1er janvier 2027.